# Făgetu de Sus (okręg Alba)
Făgetu de Sus – wieś w Rumunii, w okręgu Alba, w gminie Poiana Vadului. W 2011 roku liczyła 168 mieszkańców.